# John Winston Howard
John Winston Howard (Sydney, Nova Gal·les del Sud, 26 de juliol de 1939) és un polític australià, Primer Ministre d'Austràlia des de 1996 fins a 2007, any en el qual també va deixar de ser capdavanter del Partit Liberal. Va ser membre de la Cambra de Representants d'Austràlia des de 1974 per la circumscripció de Bennelong, fins a la seva derrota en les eleccions de 2007, en les quals va vèncer la candidata laborista Maxine McKew.
Les seves successives reeleccions el 1998, 2001 i 2004 l'han convertit en el segon Primer Ministre d'Austràlia que més temps ha ocupat el càrrec, tan sols superat per Sir Robert Menzies.

## Joventut
Es va criar en Earlwood, un suburbi de Sydney. El seu pare, Lyell Howard, i el seu avi patern, Walter Howard, eren ambdós veterans de la Primera Guerra Mundial. Més tard, van establir una gasolinera i un taller mecànic en Dulwich Hill, en els quals Howard va treballar de nen. Lyell Howard va morir quan John era només un adolescent, i la mare de John va haver de fer-se càrrec d'ell i dels seus tres germans.
Va cursar l'educació secundària en el Canterbury Boys' High School; posteriorment es va graduar en dret per la Universitat de Sydney i en 1963 es va iniciar en la professió legal com a fiscal del Tribunal Suprem de l'estat de Nova Gal·les del Sud. Entre 1968 i 1974 va exercir en un bufet d'advocats.

## Carrera política
La seva activitat política va començar en 1962 com a membre de la secció juvenil del Partit Liberal d'Austràlia (LP, d'ideologia conservadora) i deu anys després es va convertir en vicepresident del partit en Nova Gal·les del Sud i membre del seu Consell Federal. Diputat des de 1974 en la Cambra de Representants del Parlament Federal per la circumscripció de Bennelong, en el districte metropolità de Sydney, Howard va participar després als governs liberals de Malcolm Fraser.
Va ser ministre de Comerç i Consum del 22 de desembre de 1975 al 17 de juliol de 1977, ministre adjunt al Primer Ministre i Secretari d'Estat per a negociacions comercials fins al 20 de desembre de 1977 i finalment Ministre del Tresor del 19 de novembre de 1977 a l'11 de març de 1983, càrrec d'especial responsabilitat que li catapultaria al primer pla polític. Durant quatre dies el febrer de 1979 es va fer càrrec també, amb caràcter interí, del Ministeri de Finances.
El 8 d'abril de 1982 va ser triat vicelíder i el 5 de setembre de 1985 líder del LP, posició que va mantenir fins al 9 de maig de 1989, quan el seu màxim rival dins del partit, Andrew Peacock, que ja succeís com a líder a Fraser en 1983, li va arrabassar el lloc en un cop intern. Després d'un infructuós intent si es fes amb les regnes liberals en 1993, Howard va anunciar la seva renúncia a liderar el partit de nou, però el 30 de gener de 1995 aquest, que es ressentia de dotze anys ja d'estada en l'oposició, li va triar per substituir a Alexander Downer, que portava només vuit mesos en el lloc. En 1988, Howard va expressar les seves opinions controvertides contra el nivell d'immigració de persones d'orígens asiàtiques a Austràlia. Moltes persones australianes li consideren aquestes opinions racistes.
Durant els governs del Partit Laborista Australià (ALP) encapçalats per Robert Hawke i Paul Keating, Howard va integrar el shadow cabinet (executiu paral·lel, simbòlic, de l'oposició al Parlament) liberal com a ministre del Tesoro (16 de març de 1983 a 5 de setembre de 1985), d'Indústria, Tecnologia i Comerç (28 d'octubre de 1989 a 11 d'abril de 1990), de Relacions Industrials, Ocupació i Formació (11 d'abril de 1990 a 7 d'abril de 1993, coincidint amb la seva presidència del Grup parlamentari per a la reforma del mercat laboral) i de Relacions Industrials (7 d'abril de 1993 a 31 de gener de 1995).
Preclar partidari d'una economia de mercat amb mínima presència de l'Estat, de cara a les eleccions parlamentàries federals del 2 de març de 1996, Howard va aconseguir un pacte de coalició amb el també conservador i d'implantació rural Partit Nacional (ANP), liderat per Tim Fischer, aliança que ja havia funcionat al govern de Nova Gal·les del Sud fins a 1995. La fórmula, amb gran suport entre la població agropecuària de l'interior, va resultar eficaç per desbancar als laboristes i va vèncer amb el 46,9% dels vots i 94 dels 148 escons.